# Шушваловка
Шушваловка (укр. Шушвалівка) — село,
Пронозовский сельский совет,
Глобинский район,
Полтавская область,
Украина.
Код КОАТУУ — 5320687205. Население по переписи 2001 года составляло 259 человек.
Самый старый документ о Шушваловке в Центральном Государственном Историческом Архиве Украины в городе Киеве это исповедная ведомость за 1763 год.
Село указано на подробной карте Российской Империи и близлежащих заграничных владений 1816 года

## Географическое положение
Село Шушваловка находится на одном из островов Сульского лимана Кременчугского водохранилища (Днепр).

## Экономика
- ООО «Агро-Сула».